# Calcoalumite
La calcoalumite è un minerale appartenente al gruppo omonimo.
Il nome deriva dalla sua composizione (da calco= rame + alum=alluminio, col suffisso -ite).

Il minerale fu scoperto nel 1925, ma descritto per la prima volta nel 1959.

## Abito cristallino
Monoclino.

## Origine e giacitura
Come minerale secondario delle zone di ossidazione dei giacimenti di rame.
Il minerale è stato trovato in una miniera in Arizona

## Forma in cui si presenta in natura
Sotto forma di croste sottili o in fibre.

## Caratteristiche chimico-fisiche
- Geminazione: a volte apparente secondo la superficie piana[1]
- Birifrangenza: δ: 0,010[1][3]
- Peso molecolare: 525,67[2]-525,7[3] grammomolecole
- Fluorescenza: assente[2]
- Magnetismo: assente[3]
- Molecole per unità di cella: 4[3]
- Indici di rifrazione: 1,52 | 0 | 0 | 0 | 0 | 0[3]
- Densità di elettroni: 2,29 g/cm³[2]
- Indici quantici[2]:
  - Fermioni: 0,0007402576
  - Bosoni: 0,9992597424
- Indici di fotoelettricità[2]:
  - PE: 6,07 barn/elettrone
  - ρ: 13,87 barn/cm³
- Indice di radioattività GRapi: 0 (Il minerale non è radioattivo)[2]